# فیلانداری
فیلانداری (به ایتالیایی: Filandari) یک کومونه در ایتالیا است که در استان ویبو والنتیا واقع شده‌است.

## خصوصیات
فیلانداری ۱۸٫۵ کیلومترمربع مساحت و ۱٬۹۱۳ نفر جمعیت دارد.